# ハンター・M・ヴィア
ハンター・M・ヴィア（Hunter M. Via, 1976年5月2日 - ）は、アメリカ合衆国の編集技師である。ウェストバージニア州チャールストンで生まれる。フルセイル大学を卒業した後、編集技師として映画業界に入った。
2002年よりFXのテレビシリーズ『ザ・シールド ルール無用の警察バッジ』にアシスタントとして参加を始める。2004年には初めて編集者としてクレジットされ、2007年までに計17話を編集した。2010年からは『ウォーキング・デッド』へ参加しており、第1話の編集によりアメリカ映画編集者協会賞を受賞した。

## 主なフィルモグラフィ

### 映画
| 年   | 作品                                    | 備考       |
| ---- | --------------------------------------- | ---------- |
| 2001 | Identity Lost                           |            |
| 2007 | ミスト The Mist                         |            |
| 2008 | Hope & Redemption: The Lena Baker Story |            |
| 2010 | マザーズデイ Mother's Day               |            |
| 2011 | The Craigslist Killer                   | テレビ映画 |

### テレビシリーズ
| 年        | 作品                                           | 備考                                    |
| --------- | ---------------------------------------------- | --------------------------------------- |
| 2004-2007 | ザ・シールド ルール無用の警察バッジ The Shield | 計17話編集                              |
| 2008-2009 | サンズ・オブ・アナーキー Sons of Anarchy       | 計10話編集                              |
| 2010-2013 | ウォーキング・デッド The Walking Dead          | 計12話編集 アメリカ映画編集者協会賞受賞 |
| 2011      | 秘密情報部トーチウッド Torchwood               | 計3話編集                               |